# 日ソ中立条約
日ソ中立条約（にっソちゅうりつじょうやく、ロシア語: Пакт о нейтралите́те ме́жду СССР и Япо́нией）とは日本とソビエト連邦（以下ソ連）が1941年（昭和16年）4月13日に締結した中立条約。
正式名称は大日本帝國及｢ソヴィエト｣社會主義共和國聯邦間中立條約。

## 概要

### 全般
1939年のノモンハン事件の停戦(日本撤退)を受け、相互不可侵および一方が第三国に軍事攻撃された場合における他方の中立などを記載した条約本文（全4条）および満州国とモンゴル人民共和国それぞれの領土の保全と相互不可侵を義務付けた声明書が構成。
- 第1条：日ソ両国の友好
- 第2条：相互の中立義務
- 第3条：条約の効力は5年間。
  - 期間満了1年前までに両国のいずれかが廃棄通告しなかった場合は5年間自動延長されるとしている。
- 第4条：速やかな批准

- 声明書：
  - 大日本帝国は蒙古人民共和国の領土保全及び不可侵を尊重
  - ソビエト連邦は満州国の領土保全及び不可侵を尊重

その失効時期や条約侵犯について、様々な見解がある（後述）。

### 経過
（日本の外交及び国際情勢で、本条約に関連する出来事を含む）
- 1937年（昭和12年）7月7日 - 盧溝橋事件、日中戦争（支那事変）勃発
  - 8月21日 - ソ支不可侵条約
- 1939年（昭和14年）8月23日 - 独ソ不可侵条約締結
  - 9月1日 - ドイツのポーランド侵攻により第二次世界大戦勃発
- 1940年（昭和15年）9月27日 - 日独伊三国同盟締結
- 1941年（昭和16年）4月13日 - 日ソ中立条約締結
  - 6月22日 - ドイツによる対ソ侵攻（バルバロッサ作戦）により、独ソ不可侵条約失効
  - 7月7日 - 関東軍特種演習
  - 12月8日 - 日本が対米英宣戦布告（真珠湾攻撃、マレー作戦）、太平洋戦争勃発
- 1942年（昭和17年）1月1日 - 対枢軸国の連合国共同宣言にソ連が署名
- 1945年（昭和20年）2月 - ヤルタ会談における極東密約
  - 4月5日 - ソ連は本条約破棄を、日本に通告、日本側は「不延長」と解釈
  - 5月8日 - ドイツの降伏（英語版）
  - 7月26日 - 「日本への降伏要求の最終宣言」（ポツダム宣言）提示
  - 8月8日 - ソ連対日宣戦布告
  - 8月9日 - ソ連対日参戦
  - 8月15日 - 日本がポツダム宣言受諾を告示
  - 9月2日 - 日本が降伏文書に署名、第二次世界大戦停戦
- 1952年（昭和27年）4月28日 - 日本国との平和条約（通称：サンフランシスコ講和条約）発効により第二次世界大戦終結も、ソ連は含まれず。
- 1956年（昭和31年）12月12日 - 日ソ共同宣言により日ソ関係正常化も、国境確定問題は棚上げ

## 条約締結

### 締結への経緯

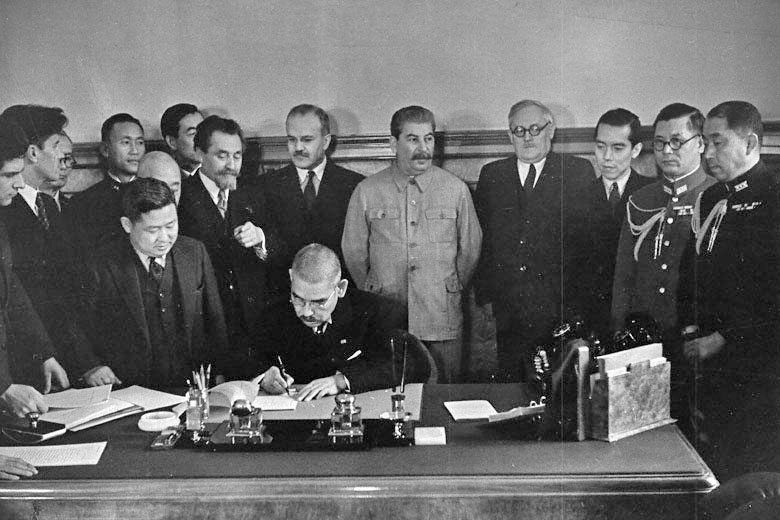
日ソ中立条約に署名する松岡洋右外相。その後ろは、スターリンとソ連外相モロトフ。

中立条約の興りは、満州事変の発生した1931年（昭和6年）に遡る。竹尾弌によると芳澤謙吉駐仏大使が、翌年1月の外務大臣就任のための帰国の途上、モスクワに立ち寄った際にソビエト連邦側からもたらされた提案だという。ソ連は日本の攻勢を前に譲歩して提携を申し出た。日本側もコミンテルンの対処に手を焼いていたが、1年余りの検討の結果、ソ連と協力することは共産主義を輸入するに等しいと、条約締結には至らなかった。また、1930年代には日本国内に反対論も存在した。
1939年（昭和14年）9月、ヨーロッパで第二次世界大戦が勃発する。1940年代に至り、当時の日本は日中戦争（1937年勃発）下で、日米関係や日英関係をはじめアメリカやイギリスなどと関係が極端に悪化しており、国交調整のための政府間での日米交渉が行われていた。当時の駐ソ連大使・東郷茂徳（後に東條内閣の外務大臣）は、ナチス・ドイツおよびイタリア王国との日独伊三国同盟の締結に反対し、むしろ思想問題以外の面で国益が近似する日ソ両国が連携することによって、ドイツ、アメリカ、中華民国の三か国を牽制することによる戦争回避を企図し、日ソ不可侵条約締結を模索。
ところが、親英米派で日独伊三国同盟締結に消極姿勢の米内内閣（米内光政首相）が総辞職し、第2次近衛内閣（近衛文麿首相）が発足し松岡洋右が外務大臣に就任すると、構想は変質させられ、日独伊三国軍事同盟に続き、日ソ中立条約を締結することによりソ連を枢軸国側に引き入れ、最終的には日独伊ソの四ヶ国による同盟を締結するユーラシア枢軸（「日独伊ソ四国同盟構想」）によって、国力に優位であるアメリカに対抗することが目的とされるようになった。
当初、ソ連はこれに応じなかったものの、ドイツの対ソ侵攻計画を予見したことから提案を受諾し、1941年（昭和16年）4月13日、モスクワで調印した。締結当時、松岡によれば「スターリンさんは、会談約15分でハラショーと云ふので日ソ中立条約が成立した」という。迅速な会談の背景には、建川美次駐ソ大使の尽力があった。
ソ連側全権はヴャチェスラフ・モロトフ外務人民委員（外務大臣）、日本側全権は建川駐ソ大使と松岡外相が署名した。
また、この条約の締結に先立ち、すでに第二次世界大戦の勃発により西部戦線で独伊両国と交戦状態であったイギリスのウィンストン・チャーチル首相は、松岡に「ドイツは早晩、ソ連に侵攻すること」を日英開戦直前に警告している。

### 条約への期待
条約締結時、『東京日日新聞』4月16日付記事「日ソ中立條約と我が外交進路」では、次のような期待と評価が寄せられた。
1. 米ソ二正面作戦の回避
2. ソ連が枢軸陣営の傍系構成員となったことで、日独伊三国同盟第2条と同じく日本の「大東亜に於ける新秩序」（権益）を尊重し、南下政策の進路は極東ではなく中央アジア～近東に向く
3. 日中戦争におけるソ連の中立
4. 日独伊の連絡ルートの確保

上記『東京日日新聞』と同様に、小泉孝吉もまた、次のように分析した。
1. ソ連は米ソの誘いにもかかわらず、1939年（昭和14年）夏以来、枢軸国側に接近している[10]
2. ソ連も、ドイツほどではないが第一次世界大戦で広大な領土を喪失しており、日独伊の「持たざる国」と利害が一致する[10]

### 中国の反発
本条約締結の2年前、1937年（昭和12年）8月にソ支不可侵条約（当時：ソ支中立条約とも）が結ばれていた。
本条約の締結に際し、蒋介石政権（重慶国民政府）は、ソ支不可侵条約と本条約が相反する可能性があるため、異議を申し立てた。具体的にはソ連に日ソ中立条約の第2条を支那事変（当時、日中戦争）に適用しないよう要請した。ソ連側の新聞では、蒋介石や宋子文が直接モスクワで交渉すべしと報じた。
締結当時、小泉孝吉は蒋政権は、今までのようにソ連を味方視したり、ソ連が日本の敵と見做すことは出来なくなったとし、同政権がソ連の援助を受けるとは考えられないと分析した。しかし、ソ連は中国共産党及び重慶国民政府への支援を継続し、特に独ソ戦以降は支援を強化した。

## 条約破棄

### ソ連と米英の関係強化
本条約締結からわずか2か月後の1941年（昭和16年）6月に発生した独ソ戦（ソ連側呼称：大祖国戦争）は、ソ連の対米英関係を好転させた。ソ連はそれでもなお、本中立条約を基に、対日参戦については慎重だった。
同年12月には、ついに日本と英米が開戦。フランクリン・ルーズベルト米大統領は共同宣言案文から参戦に関する条項を削除する配慮を見せ、その結果1942年（昭和17年）1月1日の連合国共同宣言にソ連が署名する。ドイツは日本に、米国はソ連に、それぞれ日ソ開戦を期待していた。
1942年（昭和17年）8月、ヨシフ・スターリンは駐ソ大使W・アヴェレル・ハリマンに対し、初めて対日参戦の意思を表明する。1943年春にはテヘラン会談でも、意思表明した。ただし、これは強い意志ではなく、1944年9月にはハリマンに対し「米英による、ソ連無しでの日本降伏に同意する」旨を伝えているが、米国は、なおもソ連参戦を強く望んだ。

### ヤルタ会談と極東密約
ソ連側の条約破棄の背景には、ヤルタ会談にて「秘密裏に対日宣戦が約束されていたこと」がある。さらに、ポツダム会談で、ソ連は「ソ日中立条約の有効期間中である」としてアメリカと他の連合国がソ連政府に「対日参戦の要請文書を提示すること」を要求した。
これに対して、アメリカ大統領ハリー・S・トルーマンはソ連首相スターリンに送った書簡の中で、連合国が署名したモスクワ宣言（1943年）や「国連憲章103条・106条」などを根拠に、「ソ連の参戦は平和と安全を維持する目的で国際社会に代わって共同行動をとるために他の大国と協力するものであり、国連憲章103条に従えば憲章の義務が国際法と抵触する場合には憲章の義務が優先する」という見解を示した。
この回答はソ連の参戦を望まなかったトルーマンやジェームズ・F・バーンズ国務長官が、国務省の法律専門家であるジェームズ・コーヘンから受けた助言をもとに提示したものであり、法的な根拠には欠けていた。
この後、5月8日にドイツが降伏したことで、ヤルタ会談における極東密約に基づき、ソ連は7月8日又は8月8日までに対日参戦することとなった。

### 4月5日：ソ連による「廃棄」通達
ドイツ及び日本の敗色が濃厚になりつつある1945年（昭和20年）4月5日、モロトフ外相は佐藤尚武駐ソ大使に、延長せず中立条約を「廃棄」することを通告した。
すなわち、ソ連側が挙げた条約廃棄の理由は次の二点であった。
1. ドイツの独ソ戦遂行を支援した
2. ソ連の同盟国である、米英と交戦中

モロトフが佐藤に対して「ソ連政府の条約破棄の声明によって、日ソ関係は条約締結以前の状態に戻る」と述べたが、佐藤が条約の第3条に基づけばあと1年間は有効なはずだと返答したのを受け、モロトフは「誤解があった」として日ソ中立条約は期限切れとなる1946年（昭和21年）4月25日までは有効であることを認めている。
ソ連が、条約不延長の通告期限（満1年前）を待たず廃棄の通告をしてきたことで、日本は警戒を高めた。大本営は冬季までにソ連参戦があると予想した。
日本側は「通達後においても条約は有効」との理解で、終戦工作をソ連に依頼した。ソ連はポツダム会談で日本側提案を示したものの、連合国はポツダム宣言を以て回答した。日本政府の鈴木首相はポツダム宣言を黙殺する旨表明し、また大本営はソ連参戦を秋ごろと見込んだ。

### 8月9日：対日参戦
8月8日午後11時（満州との国境地帯であるザバイカル時間、モスクワ時間午後5時）、ソビエト連邦による宣戦布告文は、モロトフ外相から在モスクワ日本大使佐藤尚武に読み上げの上、手交された。佐藤はモロトフ外相の許可を得て、宣戦布告文を公電したが、それを受理したモスクワ中央電信局は、日本に送信しなかった。そして、8月9日午前0時（ザバイカル時間）をもって戦闘を開始し（ソ連対日参戦）、南樺太・千島列島および満州国・朝鮮半島北部等に侵攻する。
10日午前11時（日本時間）、東京の貴族院貴賓室において、ヤコフ・マリク駐日ソ連大使から東郷外相へ対日宣戦布告の通知が行われた。ソ連による停戦は、日本がポツダム宣言受諾（米英中ソへの降伏）を国民に告示した8月15日、そして降伏文書に署名した9月2日を過ぎ、9月5日になってからだった。

### 戦後処理
極東国際軍事裁判の決定については、判事団中には当事国・戦勝国としてのソ連から派遣された判事（イワン・M・ザリヤノフ少将、日英両語とも使用できない）が存在した。同裁判については、裁判そのものの公平性、判事選出の適切性など、様々な問題点が指摘されている（極東国際軍事裁判#裁判の評価と争点を参照）。
極東国際軍事裁判など戦後裁判の審決を受諾したサンフランシスコ講和条約（1951年9月8日署名、1952年4月28日発効）にソ連側全権は出席せず署名もしていない。
1956年（昭和31年）12月12日、日ソ共同宣言により日ソ関係は正常化し、戦争状態は終結した。また平和条約の締結交渉も明記された。

### 条約違反・条約失効時期をめぐって
日ソどちらが先に条約に違反したかを巡っては、様々な主張・見解がある。

#### 条約延長の規定
具体的には、日ソ中立条約は、その第3条において、
とされ、前半部にて、本条約はその締結により5年間有効とされており、当該期間内の破棄その他条約の失効に関する規定は存在しない。期間満了の1年前までに廃棄通告がなされた場合には、後半部に規定される5年間の自動延長（6年目から満10年に相当する期間）が行われなくなり、条約は満5年後に終了すると解するのが妥当と解釈される。

#### 日本側に違反があったとする見解
後に極東国際軍事裁判でソ連側は、次の点を挙げ、日本側に条約侵犯行為があったと主張した。
1. 関東軍特種演習（通称：関特演）による日本の背信行為[25]
2. 本条約締結以降のソ連船舶に対する航行妨害（ただし日本側の主張とは平行線をたどった）[26]。
3. ドイツへのソ連情報の移諜（ただしソ連側にも米国への情報移諜あり）[27]。

その上で
- 「日本のドイツに対する組織的援助」により、はたまた「日本がソ連の同盟国である英米」に開戦したことで、本中立条約の意義は失われた

と主張した。すなわち、①日本による複数の背信行為と、②対米英開戦により条約の意義が失われたことの二点が、ソ連による条約破棄の論理構成である。
なお、ソ連と米英の「同盟国」とも言うべき緊密な関係は、先述の通り独ソ戦を経て、日本の対米英開戦直後の1942年（昭和17年）1月1日に連合国共同宣言で明確になったものである。また対日宣戦布告まで、ソ連は日本政府に対して日本が中立条約に違反しているとの抗議を一度もしたことがない。

#### ソ連側に違反があったとする見解
日本政府は北方領土問題に関連し、ソ連が本条約に反して対日侵攻したとしている。

## 他の条約等との関係
ソ支不可侵条約第2条
1937年（昭和12年）締結。同条約第2条で「相手の不利益になる協定を第三国と結ばない」ことが定められている。
日独伊三国同盟第5条
1940年（昭和15年）締結。第2条で、日本は「大東亜ニ於ケル新秩序建設」の指導的地位を独伊両国から認められた。そして第5条で、1～4条の規定がそれぞれの対ソ関係に影響を及ぼさないことを確認している。この第5条から、本条約の締結は予見された。
国連憲章第53条、第103条
1945年（昭和20年）6月26日に調印、同年10月24日に発効された。ソ連はこの原加盟国である。同憲章は、第53条等に敵国条項がある。また第103条で他の国際協定上の義務が同憲章の義務に抵触するする場合、憲章が優先するとされる。

## 関連作品
映像作品
- ドキュメンタリー『NHKスペシャル ドキュメント太平洋戦争』第6集「一億玉砕への道 〜日ソ終戦工作〜」（製作:NHK。1993年8月15日放送。DVD版は文藝春秋が販売）
  - NHKウェブサイト「NHK戦争証言アーカイブス」にてネット視聴が可能。